# Levenslang (BLØF)
Levenslang is een nummer van de Nederlandse band BLØF uit 2024.

## Achtergrondinformatie
"Levenslang" is het eerste nummer van BLØF in een kleine twee jaar. Vanwege het toeren langs club en theaters voelde de band in die tijd geen behoefte om nieuwe muziek uit te brengen. In de zomer van 2024 begon het weer te kriebelen om nieuw materiaal op te nemen. De band ging op zoek naar een nieuw geluid, en dat vonden ze bij Benny Sings. "We wisten: als we met hem gaan werken, gaat het wel waarschijnlijk wat anders worden", zei frontman Paskal Jakobsen. De samenwerking verliep vlot; binnen 4,5 uur was het nummer af. "Het was een soort snelkookpan, waar alle leuke ideeën ingegooid werden", aldus Jakobsen. De tekst gaat het over iemand die zich gevangen lijkt te voelen in zijn eigen leven. Jakobsen: "Het is een heel vrolijk liedje met een tekst over een midlifecrisis".
Het nummer beleefde de radiopremière op 12 september 2024 bij Tim Klijn op Radio 538. Ook werd het NPO Radio 2 TopSong. Zo werd de plaat een bescheiden hit in Nederland, en bereikte het de 5e positie in de Tipparade.

## Tracklijst
Muziekdownload
1. "Levenslang" - 3:44